# Illya Kuryaki and the Valderramas
Illya Kuryaki and the Valderramas es un dúo de rock, pop, funk, hip hop y soul originario de Villa Urquiza, Buenos Aires, Argentina. Está conformado por Dante Spinetta y Emmanuel Horvilleur (hijos respectivamente de las personalidades argentinas Luis Alberto Spinetta y Eduardo Martí).
La banda ganó fama a lo largo de la década de los años 1990 con su estética retro, sus letras salpicadas de bromas, referencias a la cultura popular y la actitud irreverente de ambos integrantes; quienes formaron parte de la vanguardia del nuevo rock latinoamericano, esa que lograría abrirse paso en el mercado estadounidense. El dúo tomó el nombre de una mezcla entre el espía ruso Illya Kuryakin, un personaje de televisión del show El agente de CIPOL de la década de 1960, y el jugador colombiano de fútbol Carlos Valderrama.
El dúo se separó en 2001, con Dante y Emmanuel emprendiendo sus carreras como solista. Varias veces se rumoreó un posible reencuentro, que finalmente se concretó para fines de 2011.

## Historia

### Inicios y primer disco:Fabrico cuero(1987-1992)
Se conocieron desde muy chicos, gracias a la amistad que tenían sus padres, Luis Alberto Spinetta y Eduardo Martí. En 1987, con sólo 12 y 11 años respectivamente, Emmanuel Horvilleur y Dante Spinetta decidieron formar junto a sus hermanos menores (Lucas, Guadalupe, Valentino y Catarina) la banda Pechugo, una sátira a Menudo. Un año después, Luis Alberto Spinetta, incluyó en su disco Téster de violencia la canción «El mono tremendo», en la que el estribillo es interpretado por Pechugo. Con esta banda, participaron en un recital del Teatro Broadway, en donde interpretaron la canción.
En 1990 Emmanuel y Dante abandonaron Pechugo y formaron Illya Kuryaki & The Valderramas. La estética de la banda estaba influenciada por películas de karate y por la moda de los años 70. Algunos de los integrantes de Pechugo siguieron con proyectos paralelos, como A-tirador Láser, creado por Nahuel Vecino y Lucas Martí (hermano de Emmanuel); y más tarde Geo Ramma formado por Valentino Spinetta y Alejandro Tocker.
En 1991 editaron su primer álbum Fabrico cuero, donde sintetizan sonidos y líricas del hip hop, con letras irónicas y melodías pegadizas, como «Es tuya, Juan». Para ese momento, los medios públicos los acusaban de ser populares gracias a sus respectivos apellidos, en vez de sus habilidades musicales.[cita requerida] Esto cambió cuando el reconocido músico Charly García los invitó a tocar en uno de sus recitales en el Estadio Ferro Carril Oeste, para interpretar «Fabrico cuero» y «Rap del exilio». Ese mismo año debutaron en el festival de La Falda, y fueron elegidos como grupo revelación en el suplemento Sí de Clarín. Al año siguiente compartieron escenario con Luis Alberto Spinetta en Venezuela.

### Horno para calentar los maresy la consagración:Chaco(1993-1995)
En 1993 sacaron a la venta su segundo trabajo, un disco mucho más roquero que el anterior titulado Horno para calentar los mares, con un nuevo sello discográfico, PolyGram. Este disco contiene canciones como «No way José» y «Virgen de riña» (este último también en versión acústica). A pesar de haber evolucionado musicalmente, este disco no tuvo gran difusión. Este marcó además el primer trabajo en el que ellos mismos grabaron sus instrumentos, Dante en guitarras y Emmanuel en bajos. El álbum contó con la participación de Tweety González. Su contrato con PolyGram tenía fijado una venta mínima de 20.000 discos para no rescindir el contrato. El álbum sólo tuvo 15.000 ventas, por lo que se quedaron momentáneamente sin casa discográfica.
Entonces graban Cartuchera porno, un álbum con tendencias folk que contiene canciones de Horno para calentar los mares y una canción inédita hasta ese momento. Este álbum nunca fue editado oficialmente.
Con los ahorros que tenían, se metieron de lleno a grabar lo que sería su álbum consagratorio. Para este trabajo, optaron por fundar su propia discográfica, Gigoló Productions. El tercer álbum, Chaco, fue todo un éxito, vendió más de 250.000 copias y les permitió dar un recital en un Estadio Obras Sanitarias lleno. Fue producido por Mariano López y Machi Rufino, el exbajista de Invisible. El primer corte del álbum fue «Abarajame», cuyo video (dirigido por A. Hartmann y A. Taube) recibió el premio MTV Latino al «Mejor video del año 1996», también en 2002 fue considerada como la 35° mejor canción del rock argentino de la lista de Los 100 Hits por la revista Rolling Stone y en 2007 fue considerada por la página Rock.com.ar como la 94° mejor canción del rock argentino de la lista de Las 100 de los 40.

Chaco es un resumen de lo que nos pasó musical y socialmente en los últimos tiempos. El disco propone una nueva mente en la que no haya lugar para las discriminaciones ni la opresión. De ahí sale el nombre Chaco, que es una de las pocas provincias de la Argentina en donde todavía habitan aborígenes.
Illya Kuryaki and the Valderramas

En este año, comenzaron a mostrar en sus videos su fanatismo por las artes marciales. Además el disco estuvo influenciado por el funk (principalmente Prince) y el rock de los años '70 (Led Zeppelin y Pink Floyd). Chaco fue elegido por la revista Rolling Stone de Argentina en el puesto 38 entre los mejores álbumes del rock argentino.

### Ninja Mental MTV UnpluggedyVersus(1996-1998)
En medio del éxito de Chaco y la popularidad del videoclip de «Abarajame» en MTV Latino, la misma cadena los invita a formar parte de su famoso ciclo de conciertos acústicos llamados Unplugged. El álbum Ninja Mental MTV Unplugged fue grabado en el mes de marzo de 1996 en Miami, e incluyó versiones diferentes de temas muy conocidos y dos nuevas canciones (Ninja mental y Lo primal del viento). Al finalizar el año 1996, Illya Kuryaki And The Valderrramas participó en el importante festival alternativo que se hizo en estadio de Ferro el 24 de noviembre en el escenario principal, como una de las mayores atracciones.
Ya en Estados Unidos, empezaron la preparación de Versus, su quinto álbum de estudio. En la selección de canciones para este trabajo, se optó más por el soul y el funk por sobre los sonidos relacionados con el rap y el acid jazz, característicos de su trabajo anterior. Este disco fue grabado en Ocean Recording Studios (en Burbank, California y en Battery Studio, Nueva York) para ser luego Masterizado en Sony Studios, Nueva York y Mezclado en Battery Studio.
El primer corte fue «Expedición al Klama Hama». Un año más tarde, su segundo corte «Jugo» se hizo muy popular, tanto que fueron nominados en 1998 en dos categorías de los MTV Music Awards 98 por el vídeo correspondiente. Ese año MTV dividió los premios para «la Gente» en dos categorías: Uno para el mejor video de señal Norte y el otro para mejor video según la señal del Sur; dando como resultado que este mismo vídeo saliera nominado en esas dos categorías. Este disco se caracteriza por una marcada pluriculturalidad, ya que musicalmente hablando, sus sonidos van desde ritmos como el rock, funk y hip hop, hasta baladas.

### Leche,Kuryakistany el final (1999-2001)
El 26 de junio de 1999, logran empapelar la ciudad de Buenos Aires, con afiches que decían: «A mover el coolo (se acaba la era)». Un funcionario (se supone el militar Ais) intimó a levantar los carteles del sello publicitario Universal afirmando que era un «escrache personal».
Luego de esto, en 1999 aparece Leche un disco cargado de música afroamericana y funk, pero sin dejar de lado las baladas. Se caracteriza por temas que hablan del apocalipsis y el fin del milenio, como «se acaba la era». Este disco tuvo gran difusión en toda Latinoamérica, e incluso el video de «Jennifer del Estero» fue grabado en el Mercado de Sonora del Distrito Federal. El disco contó con la participación especial del bajista norteamericano Bootsy Collins que produjo junto a Dante y Emmanuel la canción 'DJ Droga', el exbajista de Funkadelic y Parliament, se presenta en la introducción de la canción con la frase «My name is Bootsy, baby, uh - ¡vieja!». Ese mismo año participan en el Watcha Tour al lado de grandes del rock en español como Aterciopelados, Café Tacuba, entre otros.
Kuryakistan fue el álbum con el que Illya Kuryaki and the Valderramas se despidió del público. Este disco incluye nuevas versiones de viejos temas, remixes y los hits más elocuentes de su carrera, más otros cuatro temas nuevos. Dante, dijo respecto a este álbum: 
Nosotros no estamos haciendo quilombo con lo de la separación, así que podremos volver cuando queramos.
[cita requerida]
Después de 11 años de carrera juntos, el fin estaba cerca. La trágica muerte del mánager y amigo del dúo, José Luis Miceli, marcó un antes y un después en ambos músicos. El disco Kuryakistan dedicado en la memoria de José Luis, que tanto había colaborado con el crecimiento de la banda, quedó inmortalizado por dos canciones como «A-Dios» y «Hermano». La banda se disolvió en el 2001 y su última presentación fue en La Trastienda.

### Luego de la separación (2002-2011)
Tanto Dante como Emmanuel continuaron con sus carreras, pero en forma solista. Emmanuel se concentraría en el pop rock y posteriormente en el pop; mientras que Dante preferiría el hip hop. Cabe destacar que en sus respectivos discos solista, ambos han colaborado mutuamente en algunas canciones.
En 2002, de la mano de Universal México, Dante edita su primer disco solista, Elevado. El hijo del "Flaco" Spinetta siguió la ruta del hip hop y así lo constató la edición de su segundo disco llamado El apagón, salido a la venta en 2007. Luego atrajo la atención en 2010 cuando lanzó los sencillos «Mostro» y «Pa' tras», en los que grabó junto a Residente (Calle 13), Andrés Calamaro, La Tigresa del Oriente y Wendy Sulca. Spinetta también ha grabado con Julieta Venegas y C-Funk de Los Tetas de Chile.
Por su parte Emmanuel, grabó colaboraciones con los Auténticos Decadentes y con Andrés Calamaro, pero también realizó una carrera en solitario bastante fructífera. Editó los discos Música y delirio, en 2003; el EP Mimosa, con Adrián Dárgelos, en 2004; en 2005, Rocanrolero; Mordisco en 2007 invitando a Gustavo Cerati a grabar (voz y guitarra) en la canción "19" y Amor en polvo en 2010.
En 2008, Dante y Emmanuel se reúnen en el mismo escenario otra vez, para tener una presentación especial en el Festival Vive Latino. Allí interpretaron «Abarajame» y «Jugo». Tan sólo un año después, el 24 de abril de 2009, volvieron a aparecer juntos como teloneros del recital del dúo boricua Calle 13 en GEBA, en Buenos Aires, sorprendiendo a todo el público. En 2010 participaron en el álbum de Lila Downs titulado Pecados y Milagros en la canción «Pecadora».

### El regreso,ChancesyAplaudan en la Luna(2011-2015)
En mayo de 2011 se presentaron juntos en la fiesta privada por el cumpleaños número quince de la hija de Gustavo Cerati, Lisa Cerati Amenábar. El día 26 de agosto del mismo año, Dante Spinetta y Emmanuel Horvilleur anunciaron por sus cuentas en Twitter y en Facebook el regreso definitivo del dúo. El 13 de octubre del mismo año se presentaron en el marco del Movistar Free Music en el anfiteatro de Puerto Madero, en la Ciudad de Buenos Aires, con un concierto bien recibido por el público y la crítica.
Fueron parte del festival solitario «Mundo Invisible» el día 3 de diciembre de 2011; También a finales de 2011 acompañaron a la banda brasileña Jota Quest, en el sencillo y videoclip Na Moral.
A principios de 2012 se presentaron en diversos festivales como Lollapalooza Chile 2012 y Vive Latino. El día 22 de enero se presentaron en Mar del Plata, dando un recital a la orilla del mar. El 11 de febrero en el Cosquín Rock 2012 Illya Kuryaki lideró una emotiva jornada que giró en torno a Luis Alberto Spinetta. Luego dieron recitales en México y Chile, dando comienzo así a su gira mundial.
En septiembre de 2012, los Illya Kuryaki presentaron «Ula ula», el primer sencillo de su nuevo disco de estudio, un funk acompañado por el bajista Mariano Domínguez y el baterista Sergio Verdinelli. El 30 de octubre lanzaron su nuevo disco Chances, coproducido entre IKV y el once veces ganador del Grammy Rafael Arcaute (Calle 13). El álbum cuenta con catorce canciones, entre las cuales se destacan los temas «Ula ula», «Adelante», «Soy música» (con la participación de Hugo Lobo de Dancing Mood), «Helicópteros», «Madafaka» (con la participación de Molotov) y «Águila amarilla», dedicada a Luis Alberto Spinetta.
El año 2013 comenzó sensacional para IKV, lleno de presentaciones, tocando canciones de todas sus épocas y del nuevo disco. En el verano, se presentaron en Mar Del Plata, Pinamar, Cosquín Rock, Salta, Lima (Perú), Mendoza y Parque Roca (Buenos Aires).
El 28 de agosto de 2013 dieron la presentación oficial definitiva de Chances en el Estadio Luna Park, hecho histórico para la banda ya que nunca antes habían tocado en este Estadio. Además, otro hecho que hace especial a este concierto es que el mismo se grabó con más de 32 cámaras HD. Este fue editado en un DVD bajo el nombre Aplaudan en la Luna, siendo lanzando en formato digital el 19 de agosto de 2014 y en formato físico tres días después, el 22 de agosto. El adelanto de este disco fue el tema «Funky futurista», proveniente del álbum Chances.
El 24 de enero del 2015 se presentaron en el festival Personal Fest, compartiendo escenario con Maxi Trusso, Cirse, Iceberg del Sur, Coti y Miranda!.

### L.H.O.N.(2016-2017)
El dúo confirmó desde principios de 2015 estar trabajando en nuevo material, mismo que fue grabado a lo largo de dicho año, y que finalmente vio la luz el 8 de abril de 2016 en forma de un álbum titulado L.H.O.N. (La Humanidad o Nosotros). 3 canciones extraídas del mismo fueron difundidas previo a su lanzamiento: «Gallo negro», el sencillo adelanto, lanzado el 12 de febrero, «Estrella fugaz», confirmada el 26 de febrero y que contó con la participación del cantante de R&B estadounidense Miguel, luego subida a la fanpage de la banda en Facebook el 14 de marzo, «Sigue», primer sencillo oficial del disco lanzado el 4 de marzo.
El 18 de marzo de 2016 se presentaron en el festival Lollapalooza, estrenando por primera vez en vivo los temas antes mencionados (con Miguel como invitado) así como otra pieza que también integraría L.H.O.N., «Ritmo mezcal».

## Estilo musical
Sus trabajos se caracterizan por un cambio de estilo musical constante, dentro de la «escena urbana» latinoamericana que también formaban bandas como Control Machete y Cypress Hill. Su sonido abarcaba hip-hop, funk, soul y otros géneros como rock fusión y música alternativa. También probaron otros ritmos más étnicos y folclóricos así como electrónicos y heavy metal/rap metal.
Entre sus influencias se destacan músicos de funk y soul como Prince, Earth, Wind & Fire, Bootsy Collins, Stevie Wonder, Michael Jackson y Red Hot Chili Peppers y del hip-hop como Run DMC, Beastie Boys, LL Cool J y Wu-Tang Clan, entre otros.

## Discografía
Álbumes de estudio
- Fabrico cuero (1991)
- Horno para calentar los mares (1993)
- Chaco (1995)
- Versus (1997)
- Leche (1999)
- Kuryakistan (2001)
- Chances (2012)
- L.H.O.N. (2016)

Álbumes en vivo
- Ninja Mental MTV Unplugged (1996)
- Aplaudan en la Luna (2014)

Sencillos
Fabrico cuero (1991)
- «Fabrico cuero» (1991)
- «Es tuya, Juan» (1991)

Horno para calentar los mares (1993)
- «No way José» (1993)
- «Virgen de riña» (1993)

Chaco (1995)
- «Abismo» (1995)
- «Húmeda» (1995)
- «Remisero» (1995)
- «Abarajame» (1995)
- «Jaguar House» (1996)

Ninja Mental MTV Unplugged (1996)
- «Ninja Mental» (1996)
- «Lo primal del viento» (1996)

Versus (1997)
- «Expedición al Klama Hama» (1997)
- «Jugo» (1998)
- «Trewa» (1998)

Leche (1999)
- «Coolo» (1999)
- «Jennifer del Estero» (1999)
- «Latin Geisha» (2000)
- «Lo que nos mata» (banda sonora de la película Plata quemada, 2000)
- «Robot» (inédito, 2000)

Kuryakistan (2001)
- «A-Dios» (2001)

Chances (2012)
- «Ula ula» (2012)
- «Adelante» (2013)
- «Yacaré» (2013)
- «Helicópteros» (2014)

Aplaudan en la Luna (2014)
- «Funky futurista» (vivo, 2014)

Chances (2012)
- «Amor» (2014)
- «Madafaka» (con Molotov, 2014)

Aplaudan en la luna (2014)
- «Águila amarilla» (vivo, 2015)

L.H.O.N. (2016)
- «Gallo negro» (2016)
- «Sigue» (2016)
- «Estrella fugaz» (2016)
- «Los ángeles» (2017)
- «Ritmo mezcal» (2017)

## Premios y nominaciones
| Premios Grammy | Premios Grammy                                   | Premios Grammy   | Premios Grammy | Premios Grammy |
| Año            | Categoría                                        | Trabajo Nominado | Resultado      |                |
| -------------- | ------------------------------------------------ | ---------------- | -------------- | -------------- |
| 2014           | Mejor álbum latino de rock, urbano o alternativo | Chances          | Nominado       |                |
| 2017           | Mejor álbum latino de rock, urbano o alternativo | L.H.O.N.         | Nominado       |                |

| Premios Grammy Latino | Premios Grammy Latino             | Premios Grammy Latino | Premios Grammy Latino | Premios Grammy Latino |
| Año                   | Categoría                         | Trabajo Nominado      | Resultado             |                       |
| --------------------- | --------------------------------- | --------------------- | --------------------- | --------------------- |
| 2000                  | Mejor álbum de rock               | Leche                 | Nominado              |                       |
| 2013                  | Mejor álbum de música alternativa | Chances               | Nominado              |                       |
| 2013                  | Mejor interpretación urbana       | Amor                  | Nominado              |                       |
| 2013                  | Mejor canción urbana              | Ula Ula               | Ganador               |                       |
| 2013                  | Mejor video musical versión corta | Ula Ula               | Nominado              |                       |
| 2013                  | Mejor canción alternativa         | Monta el trueno       | Nominado              |                       |
| 2016                  | Mejor álbum de música Alternativa | L.H.O.N.              | Ganador               |                       |
| 2016                  | Mejor video musical versión Corta | Gallo Negro           | Ganador               |                       |

| Premios Carlos Gardel | Premios Carlos Gardel            | Premios Carlos Gardel | Premios Carlos Gardel | Premios Carlos Gardel |
| Año                   | Categoría                        | Trabajo Nominado      | Resultado             |                       |
| --------------------- | -------------------------------- | --------------------- | --------------------- | --------------------- |
| 2013                  | Producción del Año               | Chances               | Ganador               |                       |
| 2013                  | Álbum del Año                    | Chances               | Nominado              |                       |
| 2013                  | Mejor álbum grupo de rock        | Chances               | Ganador               |                       |
| 2013                  | Mejor ingeniería de grabación    | Chances               | Ganador               |                       |
| 2013                  | Mejor diseño de portada          | Chances               | Ganador               |                       |
| 2013                  | Mejor video musical              | Ula Ula               | Ganador               |                       |
| 2015                  | Mejor álbum grupo de rock        | Aplaudan en la luna   | Nominado              |                       |
| 2015                  | Mejor DVD                        | Aplaudan en la luna   | Ganador               |                       |
| 2017                  | Producción del año               | L.H.O.N.              | Nominado              |                       |
| 2017                  | Mejor álbum rock-pop alternativo | L.H.O.N.              | Ganador               |                       |
| 2017                  | Mejor videoclip                  | Gallo negro           | Nominado              |                       |